# آزمون‌های عملکرد تیروئید
آزمون‌های عملکرد تیروئید (TFTs) یک اصطلاح کلی برای اقسامی از آزمایش خون است که برای بررسی عملکرد تیروئید استفاده می‌شوند. اگر بیمار از پرکاری تیروئید یا کم‌کاری تیروئید رنج می‌برد، یا تحت نظارت بر اثربخشی درمان باشد ممکن است این آزمایش تجویز شود. همچنین در شرایط مرتبط با بیماری تیروئید، مانند فیبریلاسیون دهلیزی و اختلال اضطراب، به‌طور معمول مورد استفاده قرار می‌گیرد.

### راهنمای روش‌های آزمایشگاهی CDC
مرکز کنترل و پیشگیری از بیماری آمریکا دستورالعمل‌های آزمایشگاهی زیر را برای اندازه‌گیری هورمون محرک تیروئید منتشر کرده‌است:
- Thyroid Stimulating Hormone (TSH) (University of Washington Medical Center). September 2011. Method: Access 2 (Beckman Coulter).
- Thyroid Stimulating Hormone (TSH) (Collaborative Laboratory Services). September 2011. Method: Access 2 (Beckman Coulter).
- Thyroid Stimulating Hormone (TSH). September 2009. Method: Access 2 (Beckman Coulter).
- Lab 18 Thyroid Stimulating Hormone. 2001-2002. Method: Microparticle Enzyme Immunoassay.
- Lab 18 TSH - Thyroid Stimulating Hormone. 1999-2000. Method: Microparticle Enzyme Immunoassay.